# Aeromarine 39
Aeromarine 39 – amerykański wodnosamolot zaprojektowany i zbudowany w Aeromarine Plane and Motor Company na zamówienie United States Navy, używany jako samolot szkolny w latach 1917-26. Aeromarine 39-B był pierwszym amerykańskim samolotem, który wylądował na pokładzie lotniskowca.

## Historia
W 1917 United States Navy (USN) zamówiła w zakładach Aeromarine Plane and Motor Company samoloty szkolne typu Aeromarine 39. Liczący 200 maszyn kontrakt był największym dotychczasowym zamówieniem USN na samoloty. Maszyny miał być dostarczone w dwóch wersjach - A i B. Wersja A była napędzana 100-konnym, 4-cylindrowym silnikiem Hall-Scott A-7A i miała klasyczne podwozie stałe z płozą ogonową, koła mogły być wymienione na pływaki, zmieniają maszynę na wodnosamolot. Wersja była wyposażona w silnik Curtiss OXX-6 o mocy 100 KM i w wersji wodnosamolotu miała jeden, główny pływak pod kadłubem i dwa mniejsze pływaki pod skrzydłami (druga wersja, uważana za bardziej stabilną była preferowana przez USN i używana we wszystkich wodnosamolotach szkolnych i użytkowych jeszcze do lat 60. XX wieku). Pierwsza część kontraktu opiewała na 50 maszyn w wersji A. Wczesne doświadczenia z tą wersją doprowadziły do niewielkiego zwiększenia rozpiętości górnego skrzydła w celu zmniejszenia obciążenia skrzydła przy starcie. Następne 100 maszyn, już w wersji B, miały już od początku powiększone górne skrzydło i nieco zwiększoną powierzchnię statecznika pionowego. Samoloty były używane do szkolenia podstawowego do 1926.
Samoloty Aeromarine 39 były całkowicie konwencjonalnymi na ówczesny czas dwupłatami o konstrukcji drewnianej krytej płótnem.

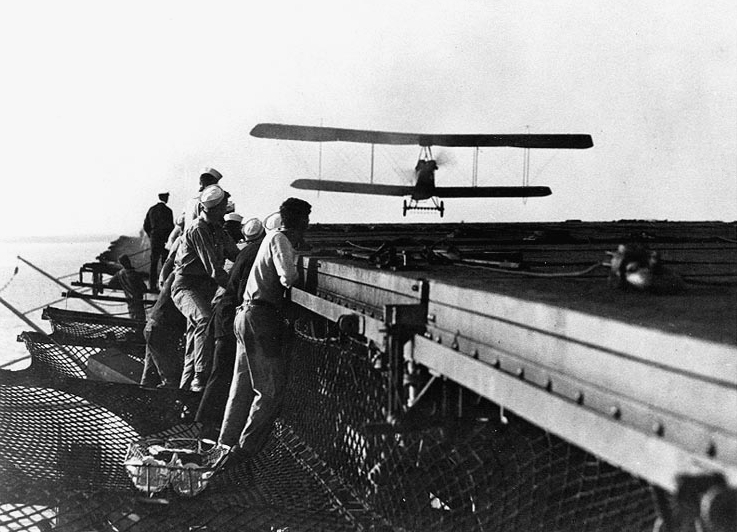
Aeromarine 39-B podchodzący do lądowania na USS Langley

Kilka samolotów w wersji 39-A używane jeszcze były po I wojnie światowej. W 1921, dwa z nich, z racji ich znakomitych właściwości pilotażowych przy małych prędkościach, używane były w do symulowanych lądowań na pokładzie lotniskowca. Na lotnisku Langley Field na jednym z pasów startowych rozciągnięto czasowo eksperymentalne liny hamujące zarówno poprzeczne jak i podłużne. Samolot został wyposażony w hak hamujący na ogonie, oraz przymocowane do elementów podwozia mniejsze haki (alignment hooks), mające utrzymać samolot w linii prostej po lądowaniu wykorzystując do tego liny podłużne. Samolot został wyposażony dodatkowo w wystające przed przednie podwozie urządzenia zabezpieczające przed kapotażem lub stanięciem na śmigle.
Pierwsze lądowanie samolotu na amerykańskim lotniskowcu odbyło się 26 października 1922.  Aeromarine 39-B pilotowany przez komandora podporucznika (lieutenant commander) Geoffreya DeChevaliera wylądował na pokładzie pierwszego lotniskowca USN - USS „Langley”, z którego dziewięć dni wcześniej wystartował po raz pierwszy samolot Vought VE-7.
Po pierwszych testach na pokładzie lotniskowca zaokrętowano jednostkę Aeromarine 39-B w celu opracowania procedur obsługi dużej ilości samolotów.